# Louise Roe
Louise Roe (ur. 3 grudnia 1981 w Surrey, Wielka Brytania) – brytyjska prezenterka telewizyjna, modelka i dziennikarka modowa. Jest najbardziej znana z prowadzenia programów takich jak Plain Jane, Fashion Police, Perfect Cash i The Clothes Show.

## Kariera
Jest absolwentką  Durham University pierwszego stopnia z wyróżnieniem w dziedzinie literatury angielskiej. Pierwszą pracę rozpoczęła dla magazynu Elle. W 2007 roku zaproponowano jej prowadzenie programów śniadaniowych dla stacji BBC. Następnie została zaangażowana do prowadzenia innych programów stacji. Louise jest redaktorem amerykańskiego wydania Glamour. Zaprojektowała kolekcję biżuterii dla sklepu internetowego StylistPick. Louise projektuje także kolekcję ubrań o tej samej nazwie dla kobiet z kompleksami. Jest obecnie ambasadorem marki Range Rover, StylistPick.com i pracowała dla  globalnych marek, w tym Macy's, Marks & Spencer, Piperlime, Gap Inc., Bebe, Sears, Alfa Romeo i Littlewoods. Jest twarzą telewizji E!.

### Dziennikarstwo
Louise pisze modowe artykuły dla MSN, Daily Mail, Vogue UK, Elle UK i wielu innych magazynów.

### Telewizja
Była jurorem gościnnym w programach Britain's Next Top Model i Project Catwalk. Pojawiła się w drugim sezonie programu MTV The City. Relacjonowała dla telewizji BBC ceremonię zaślubin księcia Williama z Kate Middleton w dniu 29 kwietnia 2011. 6 listopada 2011 poprowadziła MTV Europe Music Awards 2011 w Belfaście.

## Życie prywatne
1 października 2016 zawarła związek małżeński z australijskim producentem filmowym Mackenzie Hunkinem.